# Norman Peyretti
Norman Peyretti (Nizza, 6 febbraio 1994) è un calciatore francese, centrocampista del Champagne Sports.